# Challenger Equipment

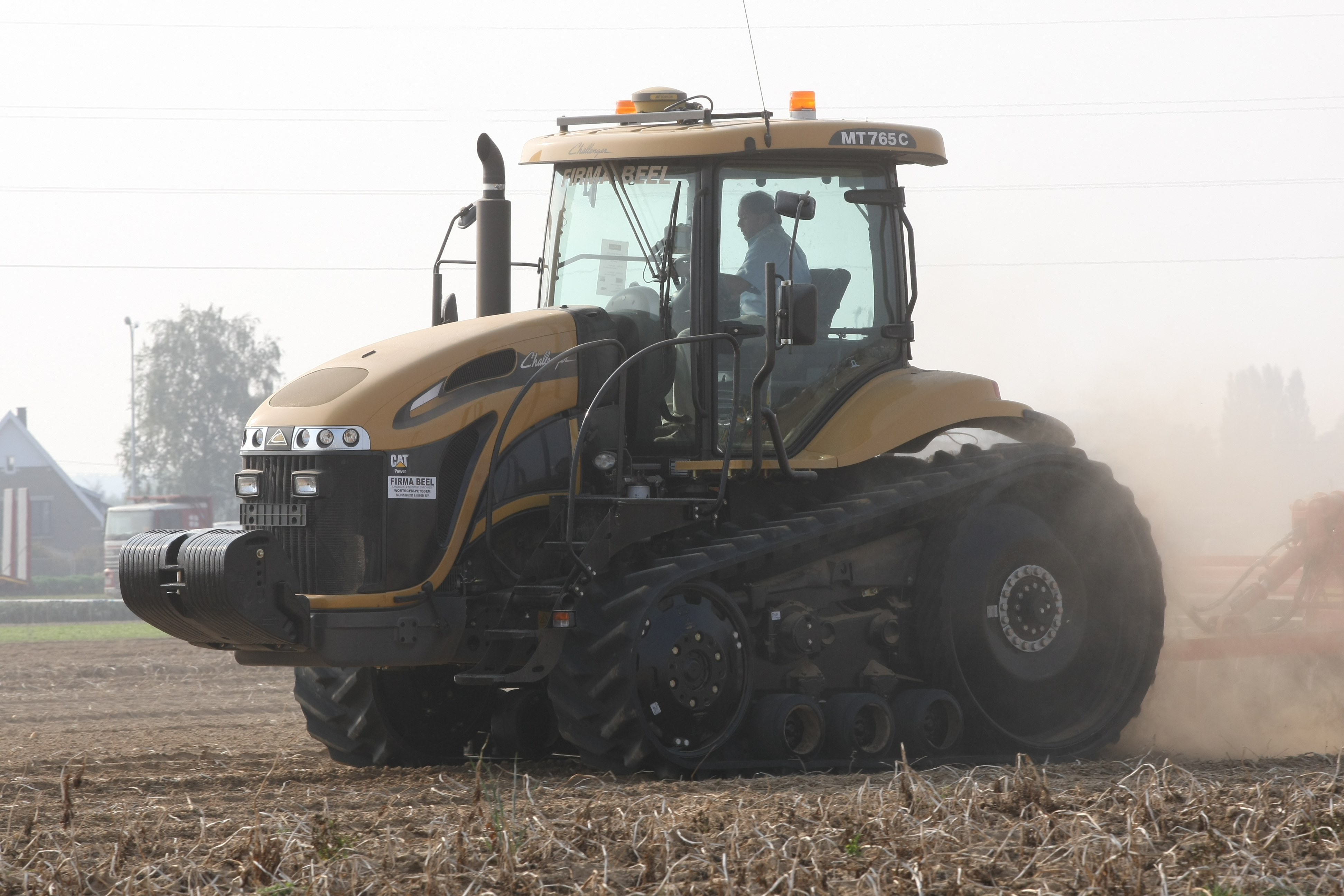
Challenger MT765C Raupentraktor

Challenger war eine Marke des Landmaschinenherstellers AGCO. Die Marke Challenger entstand 1986 für den Traktorenbereich von Caterpillar, der inklusive des Geschäftsbereichs Raupentraktoren 2002 von AGCO übernommen wurde. AGCO ergänzte die Modellpalette mit Mähdreschern, Bodenbearbeitungsgeräten, Ballenpressen und konventionellen Traktoren.

## Geschichte
1986 führte Caterpillar die Agrarraupe Challenger 65 mit Gummilaufbändern ein.  Dieses Modell wurde bis 1992 produziert und anschließend durch einen Nachfolger ersetzt. 1999 ging Caterpillar eine Joint Venture mit dem deutschen Unternehmen Claas ein, um die gegenseitige Vermarktung landwirtschaftlicher Maschinen zu fördern. In Europa wurden die Caterpillar-Agrarraupen fortan von Claas in deren typischer Saatengrüner-Farbgebung vertrieben, während Claas-Lexion-Mähdrescher in Nordamerika unter der Marke „CAT“ angeboten wurden.
Im Rahmen der Zusammenarbeit wurde in Omaha auch ein gemeinsames Mähdrescherwerk errichtet. 2002 erwarb Claas die fünfzigprozentigen Caterpillar-Anteile sowohl am Werk als auch am Joint Venture, nachdem Caterpillar beschlossen hatte, die Traktorensparte an den AGCO-Konzern zu veräußern. Der Markenname Challenger blieb jedoch im Besitz von Caterpillar, wobei der AGCO-Konzern diesen seither gegen Lizenzgebühren nutzte.
Ab 2016 wurde das Modell Fendt 1000 Vario auf dem amerikanischen Markt unter der Marke Challenger angeboten. Seit 2017 werden die Raupenschlepper auf dem europäischen Markt als Fendt 900 MT bzw. Fendt 1100 MT vertrieben. Ab 2020 ließ AGCO die Marke langsam auslaufen, zuletzt wurden in den USA nur noch die zwei Baureihen 700 und 800 als Challenger gebaut und vermarktet. Mittlerweile werden diese Baureihen auch in Nordamerika als Fendt 900 Vario MT und Fendt 1100 Vario MT vertrieben.